# Tipula (Acutipula) bantu
Tipula (Acutipula) bantu is een tweevleugelige uit de familie langpootmuggen (Tipulidae). De soort komt voor in het Afrotropisch gebied.